# Johannes Linnankoski
Johannes Linnankoski egentligen Juhani Vihtori Peltonen, född 20 oktober 1869 i Askola, Nyland, Finland, död  10 augusti 1913 i Helsingfors, Finland var en finsk författare, som skrev såväl prosa som dramatik. Han skildrade främst finskt allmogeliv. Den välkända Sången om den eldröda blomman är en mycket romantisk berättelse om en timmerflottares kärleksliv. 

## Biografi
År 1895 startade Linnankoski den första finskspråkiga tidningen på den nyländska landsbygden, Uusimaa (det finska namnet på Nyland), i Borgå. Han var dess chefredaktör fram till 1899. Han skrev ett stort antal politiska och sociala inlägg. Han var också aktiv i Östra Nylands kultur- och föreningsliv och var med om att grunda banken i Borgå, den finskspråkiga skolan och jordbrukssällskap. Han var också en av grundarna av Finnbys folkskola.
1938 uppfördes ett museum för att hedra Linnankoskis författarskap, invid en bastubyggnad där Linnankoski enligt sägnen ska ha fötts.

## Utmärkelser
Asteroiden 7416 Linnankoski är uppkallad efter honom.